# John Rose
John Williams Rose (Cookeville, 23 febbraio 1965) è un politico statunitense, membro della Camera dei Rappresentanti per lo stato del Tennessee.

## Biografia
Nato e cresciuto a Cookeville, Rose si laurea in economia agricola alla Tennessee Technological University e cofonda la Transcender Corp. che vince per 5 anni consecutivi il Music City Future 50 Award che premia le 50 imprese più cresciute di Nashville. Nel 2002 è stato commissario per l'agricoltura del Tennessee.
Nel 2018 si candida alla Camera dei Rappresentanti nel sesto distretto del Tennessee dopo che Diane Black aveva lasciato il seggio per candidarsi a governatore. Alle elezioni del 6 novembre batte il democratico Dawn Barlow con più del 70% dei voti.